# Санатрук
Санатрук (или Синатрук) е владетел на Партия от династията на Арсакидите. Той управлява два пъти: около 93/92 – 88/87 г. пр.н.е. и около 77/76 – 70/69 г. пр.н.е. Санатрук е син на Митридат I и брат на Фраат II.

## Живот
През 93/92 г. пр.н.е. Синатрук вдига бунт в Елам (Сузиана, дн. Хузестан) против Митридат II, който умира в 91 г. пр.н.е. и е наследен от Готарз I във Вавилон. Около 88/87 г. пр.н.е. Синатрук е победен от Готарз I и бяга на североизток при скитите (Сака-раука).
При царуването на Ород I, около 77/76 г. пр.н.е. Санатрук отново претендира за властта, подкрепен от скитите. По това време Санатрук е 80-годишен. Съдейки по монетосеченето, той контролира източните провинции на Партската империя. Второто му управление продължава седем години. Наследен е от сина си Фраат III.